# Киджи, Флавио (1810—1885)
Фла́вио Ки́джи (итал. Flavio Chigi; род. 31 мая 1810 года, Рим — 15 февраля 1885 года, Рим) — папский куриальный кардинал. Титулярный архиепископ Мира с 19 июня 1856 года. Камерленго Священной коллегии кардиналов с 13 мая 1881 года по 27 марта 1882 года. Секретарь Апостольских Бреве с 24 марта 1884 года. Великий канцлер Папских рыцарских орденов. Кардинал-священник с титулом церкви Санта-Мария-дель-Пополо  с 22 декабря 1873.

## Семья
Представитель семейства банкиров от Сиены. Сын Агостино Киджи и принцессы Амалии Карлотты Колонна Барберини. Родственник папы Александра VII (1655—1667), кардинала Флавио Киджи старший (1657), кардинала Сигизмондо Киджи (1667) и кардинала Флавио Киджи младший (1753).

## Ранние годы жизни и образование
Учился с домашними наставниками, а позже, изучал теологию у иезуитов в Тиволи.
С 1836 по 1849 год служил в Папской дворянской гвардии.

## Священство
Рукоположен 17 декабря 1853 года. С 1853 года каноник Собора Святого Петра и Тайный камергер Его Святейшества.

## Епископ
19 июня 1856 года избран титулярным архиепископом Мира. 6 июля 1856 года рукоположен в Риме папой Пием IX.
В сентябре 1856 года отправлен в Москву для участия в коронации императора Александра II.
С 24 апреля 1857 года — Апостольский нунций в Баварии. С 1 октября 1861 года — Апостольский нунций во Франции. С 12 ноября 1861 года — Помощник Папского трона.

## Кардинал
22 декабря 1873 года, на консистории, назначен кардиналом. 15 марта 1877 года кардиналу Киджи была возложена кардинальская шапка, и он стал Кардиналом-священником с титулом церкви Санта-Мария-дель-Пополо .
С 21 декабря 1876 года великий приор Суверенного Военного Ордена Святого Иоанна Иерусалимского, с 24 декабря 1874 года архипресвитер Базилики Сан-Джованни ин Латерано.
Участвовал в конклаве 1878 года, который избрал папой Льва XIII. С 13 мая 1881 года по 27 марта 1882 года — камерленго Священной коллегии кардиналов. С 24 марта 1884 года — Секретарь Апостольских Бреве. Великий канцлер Папских рыцарских орденов.
Умер 15 февраля 1885 года в Риме.